# 中国选举与治理网
中国选举与治理网（China Elections and Governance），于2002年3月15日注册上线，由中国人民大学比较国际政治经济研究所与美国卡特中心中国选举项目共同创办，是一个“从选举和治理的角度探索和研究中国政治制度和政治体制改革”的网站。
作為探討中華人民共和國政治經濟的學術網站之一，中国选举与治理网是具代表性的網站。2003年該網密切追蹤並關注中國的地方選舉，並於深圳大學舉辦研究討論會。
參與網站運作及選舉觀察研究的刘亚伟組織發表了該網站及選舉研究的相關論文及專書。
在发生王立军事件后，2012年4月6日，中国选举与治理网关闭网络服务。同日13时之后，点击中国选举与治理网后弹出“本网站在一定时期内进行技术维护，请网友谅解”。
同日，《乌有之乡》、《毛泽东旗帜网》、《四月网》等左派网站也遭到关闭。2013年9月前後，中国选举与治理网恢復運作。目前，中国选举与治理网已被中国大陆防火長城屏蔽。